# Атмосферный шлюз

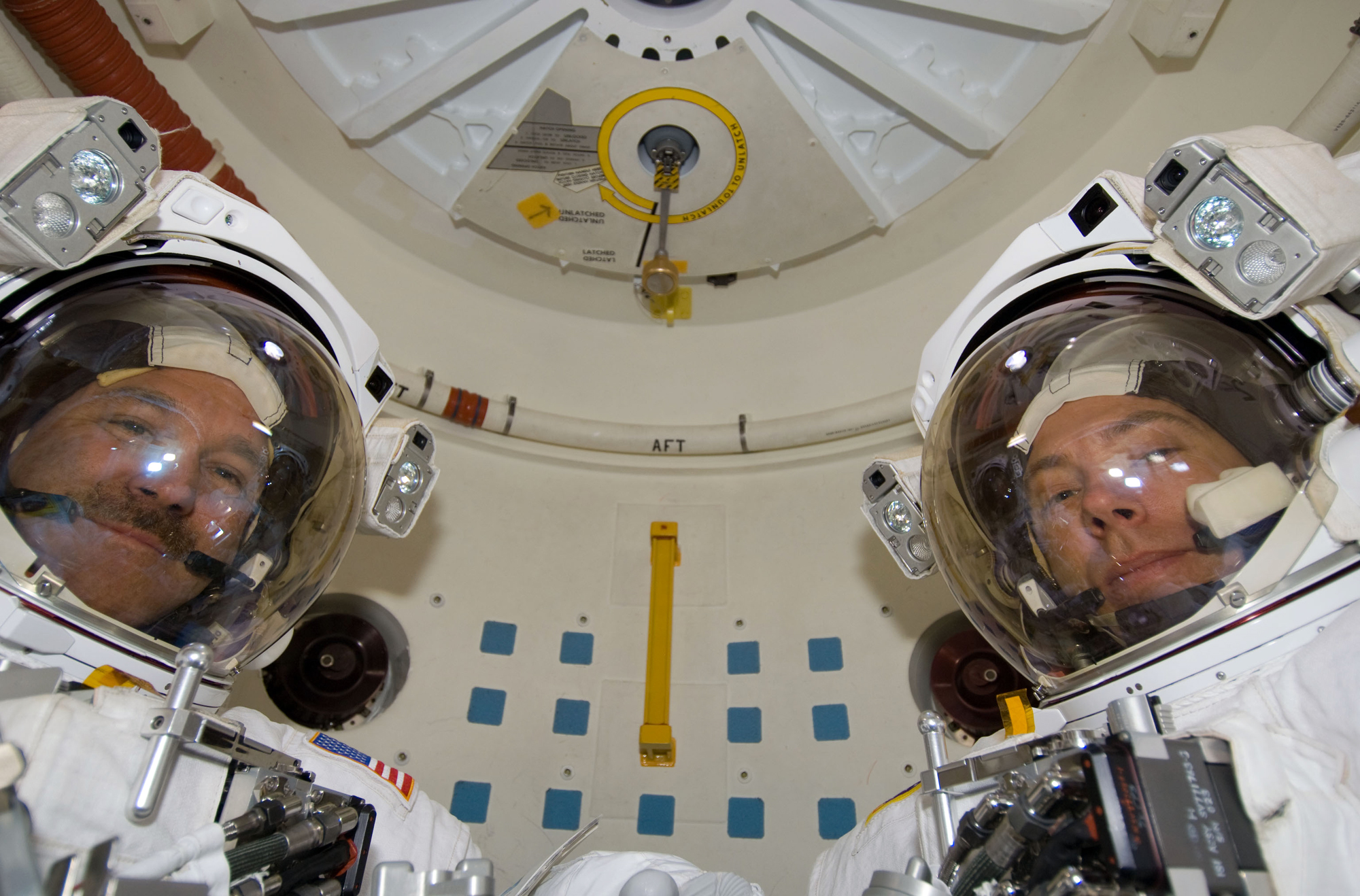
Астронавты в скафандрах перед выходом через Атмосферный шлюз в ходе миссии STS-125

Атмосфе́рный шлюз (шлюзовая камера) — герметизируемое устройство или сооружение, позволяющее сообщение между зонами с разным давлением, разным газовым составом атмосферы по обе стороны устройства, в том числе и в случае с разными агрегатными состояниями вещества, как, например, в случае шлюзовых устройств на подводных аппаратах.
При необходимости использования подобного устройства для перехода из одной среды в другую оно герметизируется, после чего состояние окружающей среды в нём выравнивается с окружающими условиями, переход в которые осуществляется при его использовании.
Вне Земли впервые был применён при выходе в открытый космос 18 марта 1965 года советского космонавта Алексея Леонова; этот первый атмосферный шлюз был надувным.

## Применение
Перед открытием одной из дверей, воздушное давление шлюза — пространства между дверьми — выравнивается с давлением среды, находящейся позади следующей двери.
Постепенное изменение давления снижает колебания температуры (см. Закон Бойля), что помогает снизить уровень запотевания и конденсации, уменьшает нагрузку на воздушные уплотнения, а также даёт возможность безопасно проверить и эксплуатировать скафандр или высотно-компенсирующий костюм.
В случае, если человек без скафандра перемещается между средами с существенно разными давлениями, атмосферный шлюз постепенно изменяет давление чтобы способствовать внутренней адаптации придаточных пазух носа и для предотвращения декомпрессионной болезни. Это крайне важно при подводном дайвинге, при этом дайверу может потребоваться ждать в шлюзе около нескольких часов, в соответствии с декомпрессионными таблицами.